# Huitième denier
Pour les articles homonymes, voir Denier.
Le huitième denier était un droit de confirmation levé tous les trente ans sur les engagistes de biens ecclésiastiques ou de biens de communautés laïques. Pour son recouvrement, des traités avantageux pour les traitants furent passés.

## Historique
Le huitième denier fut institué par une déclaration du 31 octobre 1675 qui venait après de nombreux arrêts et déclarations accordant aux ecclésiastiques des délais pour rentrer dans leurs biens aliénés. La déclaration prend prétexte de ce qu'ils ne se sont pas servis de cette faculté pour vendre aux détenteurs « tranquille possession pendant trente ans, ayant considéré que la plupart des ecclésiastiques et bénéficiers ne se sont point servis jusqu'à présent du pouvoir que nous leur avions donné ... et que ce même pouvoir cause du trouble dans les familles et de grandes difficultés dans les partages de succession, nous aurions estimé qu'il était plus juste d'assurer aux possesseurs une longue jouissance de ces mêmes biens et d'établir des règles certaines pour le remboursement qui leur en pourra être fait en cas de rachat ».
Le huitième denier était payé pour trente ans. Cela n'empêcha pas le gouvernement de le réclamer de nouveau par déclaration du 7 juillet 1702 en levant non pas un huitième mais un sixième.
Ce droit fut popularisé par une phrase de La Bruyère dans son livre Les Caractères: 

« le mari d'Arfure est entré dans le huitième denier ; quelle monstrueuse fortune en moins de six années ! Elle n'arrive à l'église que dans un char ... l'orateur s'interrompt pendant qu'elle se place ... il y a brigue entre les prêtres pour la confesser. »